# Diaea punctipes
Diaea punctipes là một loài nhện trong họ Thomisidae.
Loài này thuộc chi Diaea. Diaea punctipes được Ludwig Carl Christian Koch miêu tả năm 1875.